# Metopoides magellanica
Metopoides magellanica är en kräftdjursart som beskrevs av Stebbing 1888. Metopoides magellanica ingår i släktet Metopoides och familjen Stenothoidae. Inga underarter finns listade i Catalogue of Life.